# Trigal
Trigal è un comune (municipio in spagnolo) della Bolivia nella provincia di Vallegrande (dipartimento di Santa Cruz) con 2.719 abitanti (dato 2010).

## Cantoni
Il comune è suddiviso in 4 cantoni:
- Aguada
- Lagunillas
- Muyurina
- Trigal